# Butanolo
Il termine butanolo (o alcool butilico) indica un alcol la cui molecola contiene quattro atomi di carbonio, la cui formula bruta è C4H10O.
Esistono quattro diversi butanoli isomeri:
- 1-butanolo o alcol n-butilico (leggi: normal-butilico)
- 2-butanolo o alcol sec-butilico (leggi: secondar-butilico)
- 2-metil-1-propanolo o alcol isobutilico
- 2-metil-2-propanolo o alcol t-butilico (leggi: terziar-butilico)